# Johan Ludwig Mowinckel
Johan Ludwig Mowinckel (22 tháng 10 năm 1870 - 30 tháng 9 năm 1943) là một chính khách, một nhà triết học vận tải và nhà hảo tâm người Na Uy.
Johan Ludwig Mowinckel sinh ra ở Bergen, Na Uy vào ngày 22 tháng 10 năm 1870. Học tại Đại học Oslo, Mowinckel bước vào dịch vụ công ở thị trấn quê hương của mình, nơi ông trở thành chủ tịch của Bergens Venstreforening (chi nhánh địa phương của Đảng Tự do). Ông được bầu vào Hội đồng Thành phố năm 1899 và sau đó là thị trưởng Bergen 1902-1906 và 1911-1913. Ông trở thành Nghị sĩ (Storting) cho đảng Tự do vào năm 1906 và sau đó là Tổng thống năm 1916.
Trong thời kỳ chiến tranh thế giới thứ nhất và năm 1935, ông là người hoạt động trong chính trị gia quốc gia và từng là Bộ trưởng Thương mại trong các năm 1921-1922, Bộ trưởng Ngoại giao năm 1922-1923 và ba lần Thủ tướng Na Uy trong các năm 1924-1926, 1928-1931 và 1933-1935.
Ông thành lập công ty vận tải A / S J. Ludwig Mowinckels Rederi và là công cụ để thành lập hãng tàu vận tải biển Nauy - Mỹ.
Năm 1925 ông trở thành thành viên của Ủy ban Giải Nobel Hoà bình. Mowinckel đã chủ động tham gia vào hội nghị Oslo vào năm 1930 để khuyến khích tự do thương mại giữa các quốc gia Benelux và Bắc Âu, dự đoán những nỗ lực sau chiến tranh nhằm hình thành Liên minh châu Âu.
Ông cũng quan tâm tích cực đến Liên đoàn Quốc gia, phục vụ trong hội đồng và trở thành Tổng thống năm 1933. Ông lên án mối đe doạ của triết học Nazi, và khi Đức vượt qua Na Uy vào năm 1940, ông đã trốn thoát với chính phủ lưu vong.
Ông qua đời ngày 30 tháng 9 năm 1943 tại thành phố New York, nơi ông đại diện cho đất nước của ông. Ông được coi là một chính khách Na Uy xuất sắc trong thời ông.
Sau khi chết, một tòa nhà thư viện mới tại Đại học Bergen đã được dành cho Johan Ludvig Mowinckel và đã có lễ khai mạc chính thức với sự hiện diện của Hoàng gia Vua Olav V vào ngày 13 tháng 9 năm 1961. 